# Drumnadrochit
Drumnadrochit, schottisch-gälisch: Druim na Drochaid: „Bergkamm an der Brücke“, ist ein Ort in Schottland. Er liegt am Westufer des Loch Ness an der A82.
Der Ort besitzt laut Zensus 2011 eine Einwohnerzahl von 1101.
Drumnadrochit ist das Zentrum des Nessie-Tourismus. Es ist von Inverness (Hauptstadt der Highlands) sehr gut mit Auto, Bus und Schiff zu erreichen. Außerhalb des Ortes liegt die Ruine von Urquhart Castle. Im Ort gibt es zwei konkurrierende Besucherzentren, die sich mit Loch Ness und der Suche nach dem Ungeheuer von Loch Ness sowie Kryptozoologie beschäftigen.
In der Nähe befindet sich der Wasserfall Falls of Divach.
2015 wurde auf dem flachen Land zwischen den Flüssen Coilte und Enrick die Steinkiste von Drumnadrochit entdeckt.